# Лубянское городище
Лубянское городище — древнерусское городище XI—XIII веков в Михайловском районе Рязанской области. Расположено на высоком мысу при слиянии рек Лубянка и Жрака северо-западнее деревни Лубянка.
Городище имеет неправильно-овальную форму и внушительные размеры — 584x345 м. Окружающий его вал имеет высоту от 1,5 до 3 м, а глубина находящегося за ним рва — до 2,3 м. Высота над уровнем реки составляет 21—28 м. На городище имеются следы трёх ворот — южных, восточных и северных. По своему размеру данное городище, имеющее площадь 24 га, уступает в Рязанской области только Старой Рязани. Отсюда возникла гипотеза, что оно может быть соотнесено с Белгородом Рязанским, исчезнувшим вследствие Батыева нашествия. В то же время эта версия является не единственной существующей версией относительно локализации Белгорода Рязанского.
Впервые городище было обследовано ещё в XIX веке, однако наиболее детальное исследование было произведено в 1953 году археологической экспедицией под руководством А. Л. Монгайта. В ходе раскопок были обнаружены многочисленные артефакты, датированные домонгольской эпохой, однако, в целом, культурный слой городища был признан истощённым в результате многолетней сельскохозяйственной деятельности внутри городища. Было установлено, что городище имеет чисто славянское происхождение и не строилось на укреплениях предшествующих культур. Согласно археологическим раскопкам история слоёв культурного слоя Лубянского городища обрывается татаро-монгольским вторжением.
К востоку от Лубянского городища расположено Ижеславское городище, к северу — Жокинское.